# 晴れの海
晴れの海（はれのうみ）は、月の雨の海の東に位置する月の海の一つであり、月の表側にある。

## 概要

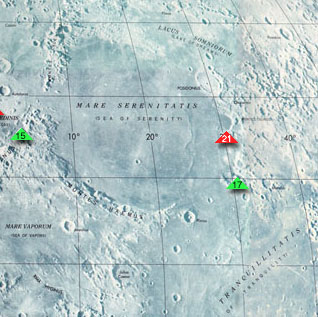
晴れの海。矢印の場所は、ルナ21号、アポロ15号及びアポロ17号の着陸場所。

晴れの海はネクタリス代に作られた盆地であり、後期インブリウム代の地層が表面を覆っている。晴れの海の周囲は前期インブリウム代の地層に囲まれている。晴れの海の大部分は玄武岩に覆われており、北東に位置する夢の湖にも及んでいる。最も目立つ特徴として、晴れの海の北東の端に位置するポセイドニオスがある。晴れの海の南東は静かの海とつながっている。